# Kolobar-Nunatak
Der Kolobar-Nunatak (bulgarisch Колобърски нунатак Kolobarski nunatak) ist ein 587 m hoher und felsiger Nunatak im Grahamland auf der Antarktischen Halbinsel. Auf der Trinity-Halbinsel ragt er 3,59 km nordöstlich des Panhard-Nunataks, 4,29 km südöstlich des Tschotschoweni-Nunataks und 5,66 km südwestlich des Levassor-Nunataks im südwestlichen Teil des Cugnot-Piedmont-Gletschers auf.
Deutsche und britische Wissenschaftler nahmen 1996 seine Kartierung vor. Die bulgarische Kommission für Antarktische Geographische Namen benannte ihn 2010 nach der Ortschaft Kolobar im Nordosten Bulgariens.